# Chiesa di San Pancrazio (Lamezia Terme)
La chiesa di San Pancrazio di Sambiase, è la chiesa madre del paese e sorge nel cuore del centro storico del quartiere di Lamezia Terme su corso Vittorio Emanuele.

## Storia
L'antico duomo dell'ex comune di Sambiase fu eretto nel XVI secolo per volere dell'università, inizialmente dedicato alla Madonna delle Grazie. A poco tempo dalla costruzione della nuova chiesa, un terribile terremoto la rase al suolo e nel 1595 la chiesa fu ricostruita. Nel 1783 fu nuovamente distrutta e ricostruita nel XIX secolo ad una sola navata.

## Struttura

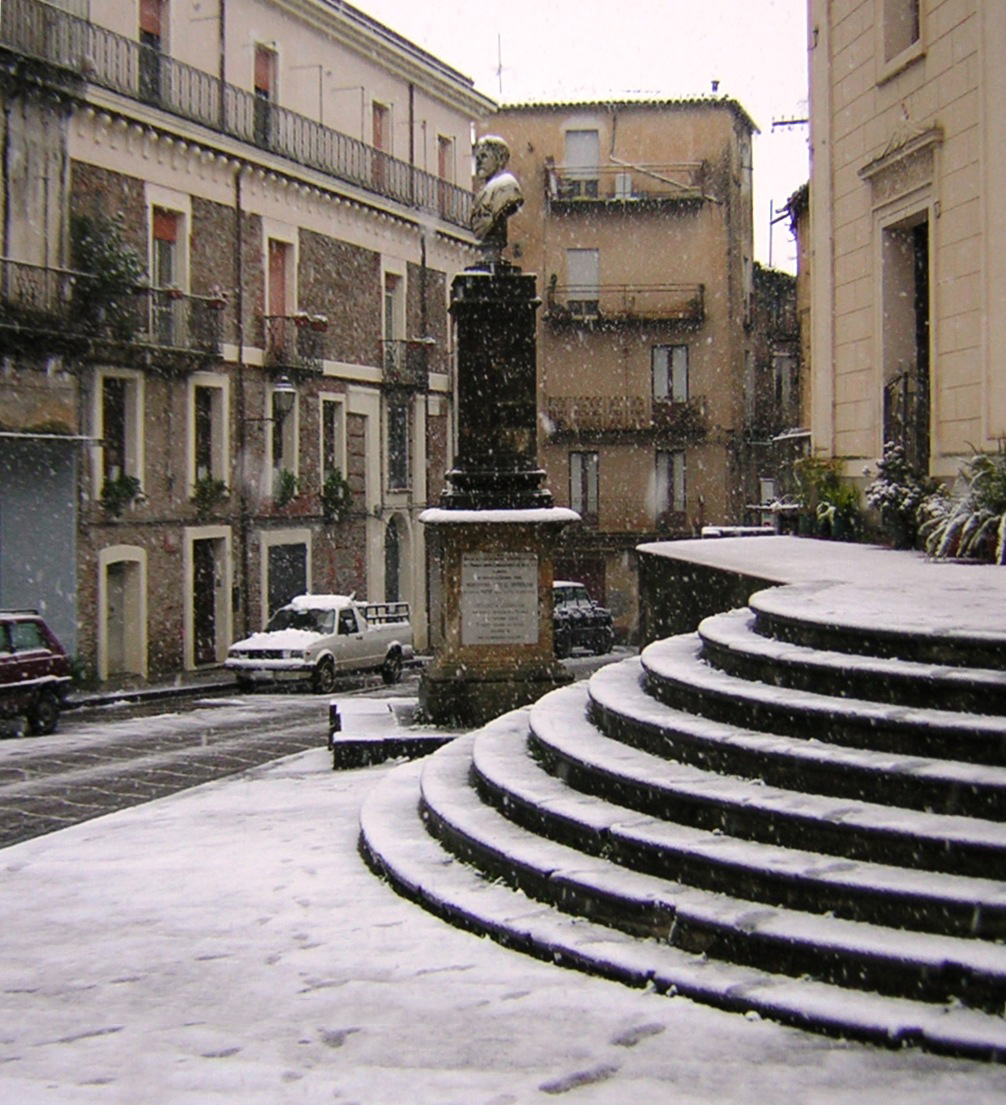
Particolare della chiesa durante la nevicata dell'8 marzo 2005

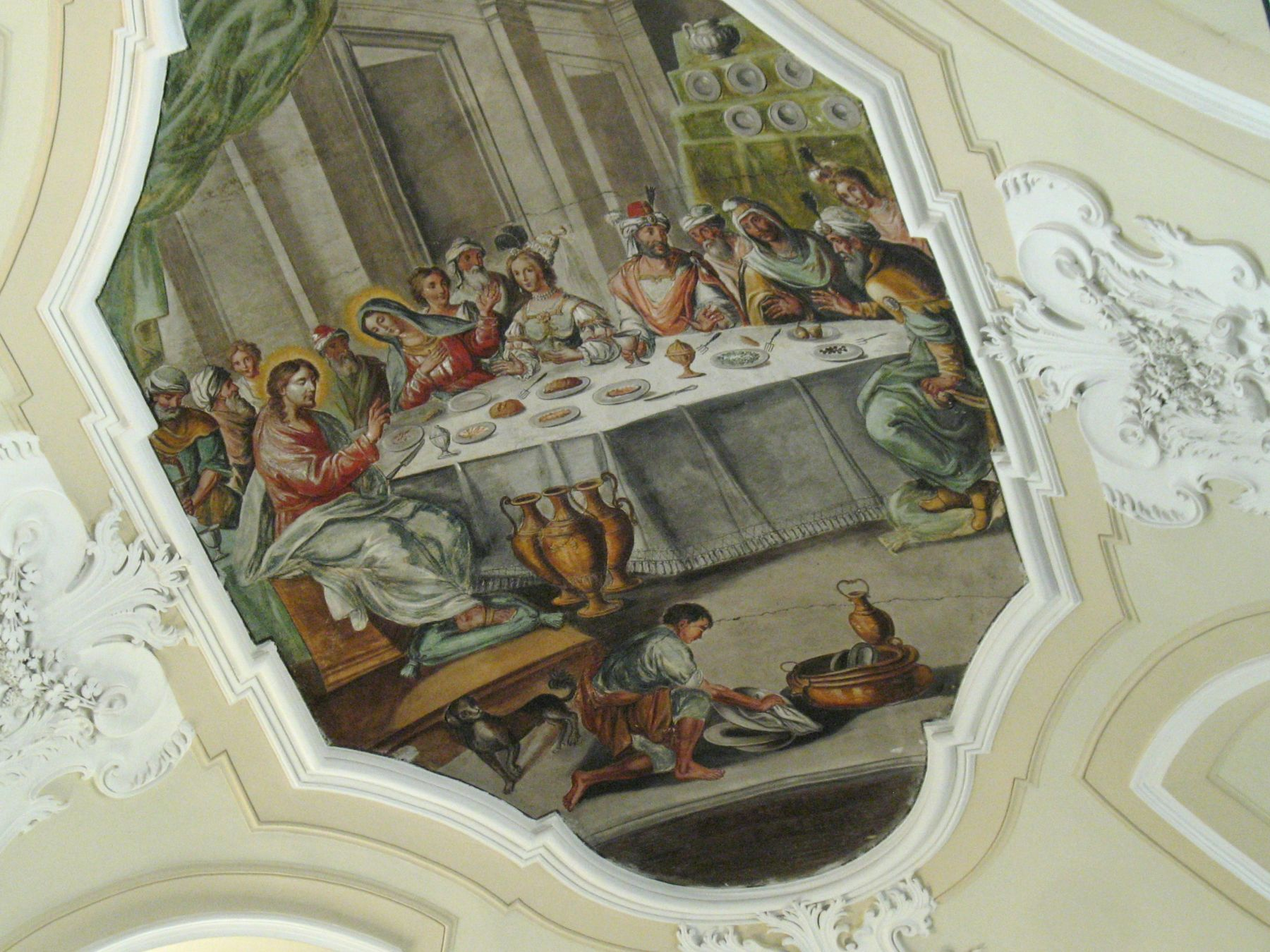
Dettaglio del soffitto

Ha una struttura a croce latina, tre navate, abside quadrangolare e cupola racchiusa all'esterno da un tiburio. Di stile neoclassica la chiesa è preceduta da una scalinata in pregiata pietra verde del Reventino.

### Facciata
La facciata è caratterizzata dal grande timpano sotto il quale sono posti i suoi portoni laterali e il grande portone principale del duomo.

### Interno
L'interno è molto spazioso e adornato da un prezioso pulpito marmoreo e da un organo ottocentesco, abbellito ulteriormente da pregiati stucchi risalenti al 1815 e 1818 incominciati dall'architetto Pietro Procopio e terminati da Gregorio Cianflone.
La navata centrale è dedicata a san Pancrazio ed è coperta da volta a botte abbellita da una serie di riquadri raffiguranti l'Adorazione dei Magi, le Nozze di Cana e il Battesimo di Gesù. Al Pallone è stato attribuito gran parte del ciclo pittorico contenuto dalla chiesa, (san Pancrazio che predica agli eretici e dentro un fastigio in stucco, la Madonna con il Bambino); quelli della volta del presbiterio (la Pentecoste e, in un tondo, Davide che suona l'arpa); quelli del tamburo della cupola (le Quattro Virtù cardinali) e, infine, i Quattro Evangelisti dei pennacchi (la tradizione vuole che uno dei Quattro Evangelisti sia stato realizzato dal Cavaliere Calabrese Mattia Preti).
Le navate laterali sono sormontate da volta a crociera e sono delimitate lungo il perimetro laterale degli altari con figure di santi come il Crocifisso, San Luigi, la Madonna di Lourdes, San Giuseppe Cottolengo, San Francesco d'Assisi e le Anime del Purgatorio. L'ala sinistra è dedicata al santo Sacramento e termina in direzione dell'altare maggiore con l'omonima cappella che custodisce una statua del Sacro Cuore di Cristo. In due pennacchi della cupola sono illustrate alcune scene bibliche, mentre al centro è un Cristo Eucaristia. La navata di destra è intitolata alla Vergine delle Grazie, antica titolare della chiesa, che contiene una statua lignea della Madonna restaurata recentemente e festeggiata con un triduo dal 5 all'8 settembre. Nella stessa navata vi è la statua di san Pancrazio. Di particolare pregio, oltre a una statua di san Francesco d'Assisi, è un dipinto a olio di Eduardo Fiore che rappresenta la Sacra Famiglia.
La parrocchia comprende molte chiese di Sambiase:
- Santuario Diocesano di San Francesco di Paola
- Santuario Diocesano di Maria SS. di Porto Salvo
- Chiesa - Rettoria della Madonna Addolorata
- Chiesa di San Rocco
- Chiesa dell'Immacolata Concezione
- Chiesa dell'Annunziata o di Santa Lucia

Le feste celebrate nella parrocchia sono:
- Madonna delle Grazie, 8 settembre
- Madonna di Porto Salvo, seconda domenica di settembre
- Madonna Addolorata, terza domenica di settembre
- San Francesco di Paola, patrono di Sambiase, 2 giugno
- San Rocco, 16 agosto
- Annunziata, 25 marzo
- Madonna del Miracolo, nella chiesa di San Francesco, 20 gennaio
- Mistiari (passione di Gesù), venerdì santo
- Santa Lucia, nella chiesa dell'Annunziata, 13 dicembre
- San Pancrazio, 12 maggio
- Sacro Cuore di Gesù, giugno